# Northern Kings
Northern Kings — финская супергруппа играющая кавер-версии поп-хитов 1980-х годов в стиле симфо-пауэр метал. Основана в 2007 году. Инициаторами создания группы стали Марко Хиетала (Nightwish, Tarot) и Тони Какко (Sonata Arctica)

## История
Первым шагом группы стало размещённое в интернете кавер-видео на песню Тины Тернер «We Don’t Need Another Hero».
После этого последовали выпуск двух синглов: «We Don’t Need Another Hero» и «Hello».
31 октября 2007 года был выпущен первый полноценный альбом группы Reborn, который разошёлся по Финляндии тиражом сверх 15000 копий, что означает «золотой» статус альбома.
В 2008 году после такого успеха первого альбома, Northern Kings записывают второй альбом — Rethroned, который также удачно продавался в Финляндии.
25 августа 2010 года вышел сингл «Lapponia». На 2011—2012 год планируется выход нового альбома, на котором будут оригинальные композиции.

## Состав

### Текущий состав
- Яркко Ахола — вокал (Teräsbetoni)
- Марко Хиетала — вокал (Tarot, Nightwish)
- Тони Какко — вокал (Sonata Arctica)
- Юха-Пекка Леппялуото — вокал (Charon)

## Дискография

### Альбомы
- Reborn (2007)
- Rethroned (2008)

### Синглы
- «We Don't Need Another Hero» (2007)
- «Hello» (2007)
- «Kiss from a Rose» (2008)
- «Lapponia» (2010)